# HBO
HBO (Home Box Office) — американський кабельний телевізійний канал. Входить до корпорації WarnerMedia.

## Про канал
HBO (вимовляється: [ейч-бі-оу]) — це підрозділ Home Box Office, Inc., який здійснює мовлення з двох 24-годинних кабельних каналів: HBO і Cinemax. Аудиторія HBO в США — понад 40 млн абонентів. Крім телемовлення, HBO пропонує також відео на замовлення та інші медіа-послуги. Підрозділи HBO та спільні підприємства з її участю мовлять більш ніж в 50 країнах світу. Передачі виробництва HBO (головним чином телесеріали) були закуплені більш ніж в 150 країнах.

## Історія HBO
Компанія була заснована в 1965 Чарльзом Доуланом (Charles Dolan); в тому ж році 20 відсотків активів компанії були придбані корпорацією Time-Life (нині Time Warner). 13 грудня 1975 HBO розпочало супутникове мовлення, з 28 грудня 1981 — цілодобове мовлення.

## Канали

### Інші сервіси

#### HBO Max

Логотип HBO Max

10 жовтня 2018 року WarnerMedia оголосила про те, що в кінці 2019 року компанія запустить власний потоковий сервіс із вмістом своїх розважальних брендів. 9 липня 2019 року компанія WarnerMedia оголосила про те, що їхній потоковий сервіс буде називатися HBO Max і буде запущений навесні 2020 року. У той час також було оголошено, що сервіс буде запущено з наявним серіалом «Друзі» права на трансляцію якого заберуть у Netflix, а з компаніями Різ Візерспун — Hello Sunshine та Грега Берналті — Berlanti Productions підписані угоди на виробництво контенту для сервісу.

## Телепродукція HBO
Серед продукції HBO найбільш відомі телесеріали. Багато з них є лауреатами телевізійних премій і отримали позитивні відгуки критиків. Так, журнал «Time» пише, що «HBO спеціалізується на розумних, ризикованих серіалах, що торкаються похмурих сторін американського сьогодення».
Деякі з телесеріалів виробництва HBO:
- «Скеля Фреґлів»[en] (1983—1987)
- «Байки зі склепу» (1989—1996)
- «В'язниця Оз» (1997—2003)
- «Секс і Місто» (1998—2004)
- «Клан Сопрано» (1999—2007)
- «Шоу Ali G» (2000—2004, сатиричне шоу Саші Барона Коена)
- «Брати по зброї» (2001)
- «Клієнт завжди мертвий» (2001—2005)
- «Дроти» (2002—2008)
- «Карнавал» (2003—2005)
- «Дедвуд» (2004—2006)
- «Антураж» (2004—2011)
- «Рим» (2005—2007)
- «Велике кохання» (2006—2011)
- «Покоління вбивць» (2008)
- «Життя та пригоди Тіма» (мультсеріал, 2008—2012)
- «Реальна кров» (2008—2014)
- «Тихий океан» (мінісеріал, 2010)
- «Підпільна імперія» (2010—2014)
- «Гра престолів» (2011—2019, екранізація циклу романів Джорджа Мартіна «Пісня льоду і полум'я»)
- «Край „Дикий Захід“» (з 2016)
- «Велика маленька брехня» (2017—2019)
- «Чорнобиль» (мінісеріал, 2019)
- «Останні з нас» (з 2023, адаптація гри «The Last of Us»)